# Mohammed Dionne
Mohammed Dionne (Gossas, Senegal, 22 de septiembre de 1959 - París, 5 de abril de 2024) fue un político e ingeniero senegalés que ocupó el cargo de primer ministro de Senegal desde 2014 hasta 2019.

## Biografía
Nació en una pequeña población senegalesa en el año 1959, durante la época del territorio Sudán francés.
Hizo sus estudios primarios y secundarios en su país. Luego se trasladó hacia Francia, donde se llegó a licenciar en Ingeniería informática por el Conservatoire National des Arts et Métiers de París y la Universidad Pierre Mendès France (UPMF) de Grenoble.
Con el paso de los años, estuvo ejerciendo de asesor del presidente del Banco Central de los Estados de África Occidental (BCEAO) con sede en Dakar y de la Organización de las Naciones Unidas para el Desarrollo Industrial (ONUDI) con sede en Viena (Austria).
Se inició en el mundo de la política como independiente, cuando el 6 de julio de 2014 fue designado como primer ministro de Senegal por el presidente Macky Sall, en sucesión de Aminata Touré.
Tras su llegada al cargo formó su primer gobierno, compuesto por un total de 30 miembros, de los cuales la mayoría pertenecían al anterior equipo y se les mantuvo en el mismo cargo que ejercían.